# 柔毛云南越桔
柔毛云南越桔（学名：Vaccinium duclouxii var. pubipes）为杜鹃花科越橘屬下的一个变种。

## 扩展阅读
- 維基物種上的相關：柔毛云南越桔